# Bisdom Aberdeen

Wapen van het bisdom

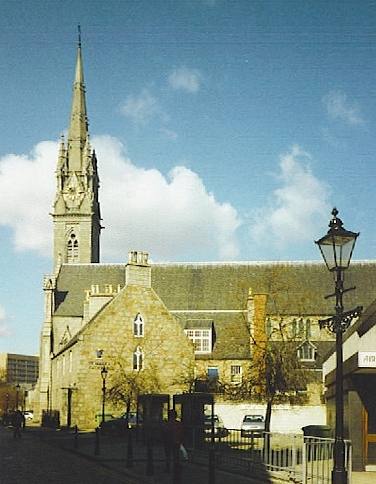
St Mary's Cathedral in Aberdeen

Het bisdom Aberdeen (Latijn: Dioecesis Aberdonensis) is een rooms-katholiek bisdom met als zetel Aberdeen in Schotland. Het bisdom is suffragaan aan het aartsbisdom Saint Andrews en Edinburgh en werd opgericht in 1878. 
In 2020 telde het bisdom 43 parochies. Het bisdom heeft een oppervlakte van ongeveer 30.000 km² en omvat de county's Aberdeenshire, Banffshire, Caithness, Moray, Inverness-shire (deels), Kincardineshire, Nairn, Ross and Cromarty en Sutherland, alsook de Orkneyeilanden en de Shetlandeilanden. Het bisdom telde in 2020 811.430 inwoners waarvan 6,3% rooms-katholiek was. 

## Geschiedenis
Rond 1131 verhuisde de bisschopszetel van Mortlach in Banffshire naar St Machar’s Cathedral in Aberdeen. In de loop van de 12e en 13e eeuw werden de grenzen en de interne structuur van het bisdom vastgelegd. De bisschoppen van Aberdeen waren invloedrijk in het koninkrijk Schotland en twee bisschoppen van Aberdeen werden kanselier van Schotland. Vanuit het bisdom werd ook de universiteit van Aberdeen gesticht.
In 1560 werd het bisdom afgeschaft. Er bleven kleine groepen katholieken, voornamelijk ten noorden en ten westen van Aberdeen. Zij werden bediend door jezuïeten en later ook door andere orden en seculiere priesters. Voor de herinrichting van de katholieke hiërarchie in Schotland in 1878 maakte het gebied deel uit van het apostolisch vicariaat Highland District (1727) en vervolgens van het apostolisch vicariaat North District (1827). Dit laatste kwam qua gebied overeen met het huidige bisdom. Door de immigratie van Ieren steeg het aantal katholieken sterk in de loop van de 19e eeuw.

## Bisschoppen
- John MacDonald (1878-1889)
- Colin Cameron Grant (1889)
- Hugh MacDonald, C.Ss.R. (1890-1898)
- Aeneas Chisholm (1899-1918)
- George Henry Bennett (1918-1946)
- John Alexander Matheson (1947-1950)
- Francis Raymond Walsh, M. Afr. (1951-1963)
- Michael Foylan (1964-1976)
- Mario Joseph Conti (1977-2002)
- Peter Moran (2003-2011)
- Hugh Gilbert, O.S.B. (2011-)

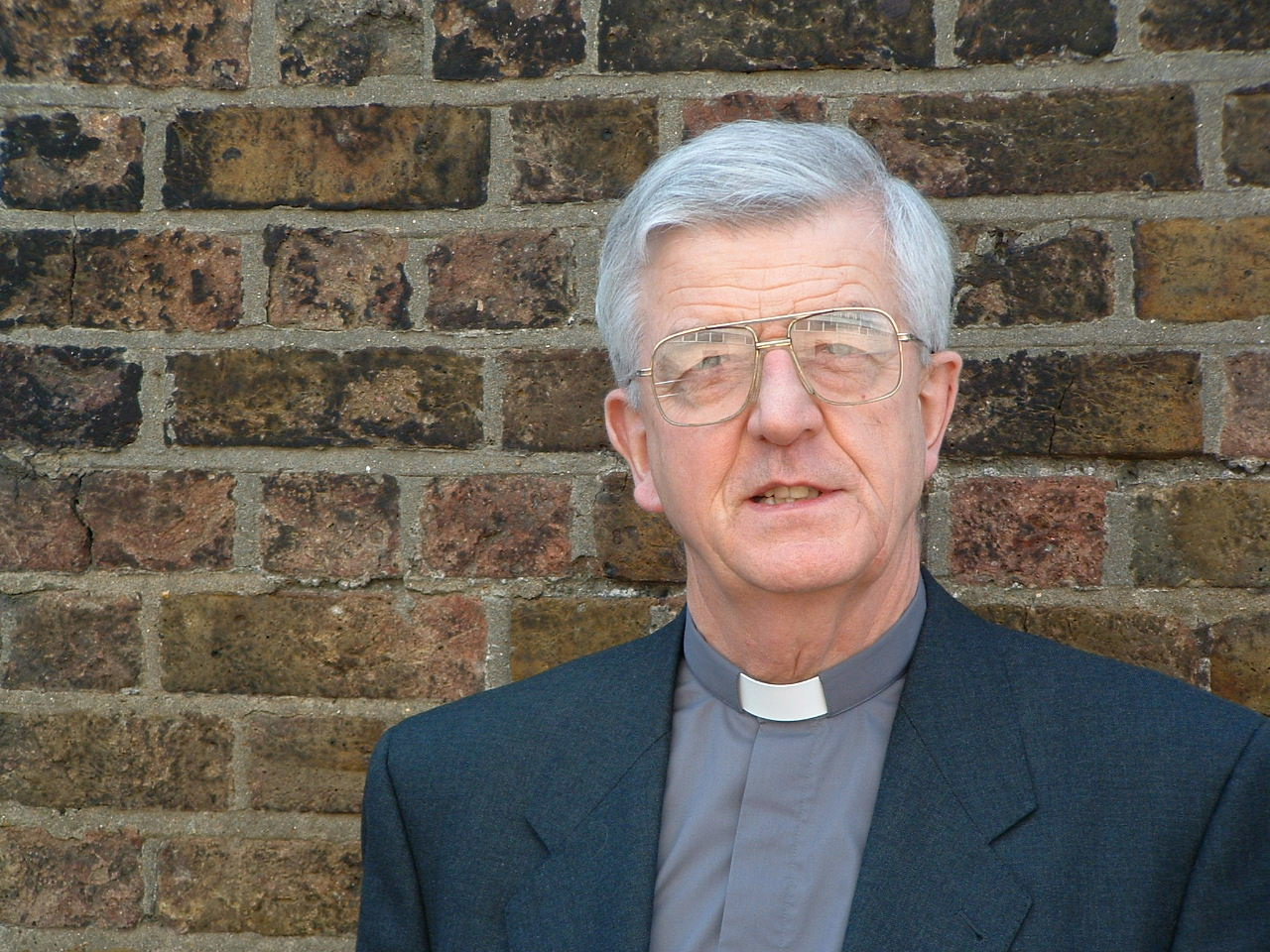
Peter Moran
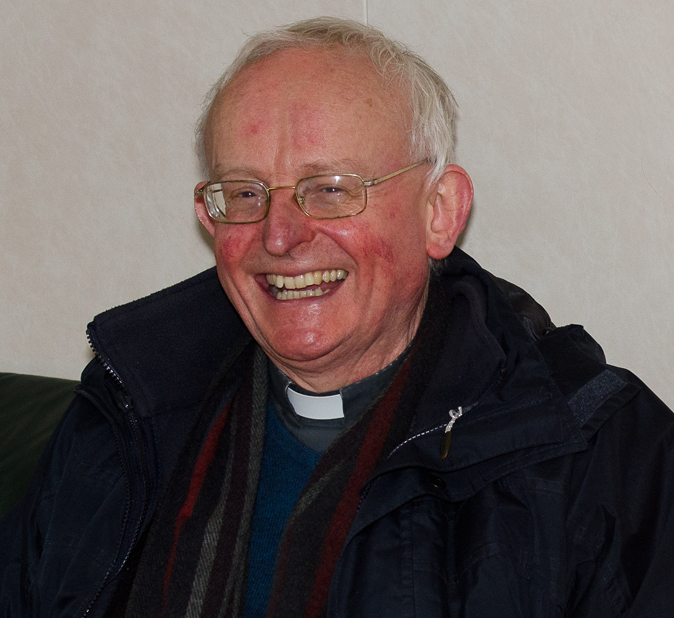
Hugh Gilbert